# Peperomia rubrispica
Peperomia rubrispica är en pepparväxtart som beskrevs av William Trelease. Peperomia rubrispica ingår i släktet peperomior, och familjen pepparväxter. Inga underarter finns listade i Catalogue of Life.